# Mopán (Indijanci)
Mopán, jedno od šest plemena pravih Maya Indjanaca (ostali su Yucatec, Lacandon, Itzá, Cruzob i Icaiche) naseljeno u Belizeu (blizu 8,000) u distriktima Toledo, Stann Creek i Cayo i Gvatemali (preko 2,500) u departmanu Petén. 
Mnogi Mopani stradali su nakon što su Britanci preuzeli od Španjolaca kontrolu nad sadašnnim Belizeom utemeljivši Britanski Honduras. Današnji Mopani koji žive u južnom Belizeu pristigli su 1886. i utemeljili svoje najveće naselje San Antonio (distrikt Toledo). San Antonio je i ostao njihovo najveće središte, a uz njega imaju još nekoliko sela. 
Danas se bave uzgojem kukuruza, graha, kakaoa, šećerne trske i drugog. 
Mopani su se satojali od više plemenskih skupina, među kojima se spominju Chinamita.